# Skomagerhus
Skomagerhus (på tysk Schusterkate) er en grænseovergang mellem Danmark og Tyskland, der består af en smal gangbro af træ, Dambroen, over Krusåen, hvor den løber ud i Flensborg Fjord.
Fra den tyske side kan man nå den ad den lille villavej "Dammweg" i byen Sosti (på tysk Wassersleben). Herfra kan man i Danmark gå videre mod Kollund Skov. Broen forbinder også den nærliggende danske Gendarmstien og den tyske Fördesteig (Fjordsti), der løber langs Flensborg Fjord.
Den første af den dansk-tyske landegrænses 280 grænsesten står her.
Grænseovergangen blev oprettet ved Grænsedragningen i Slesvig 1920. Den måtte kun passeres af en begrænset skare lokale med særlig tilladelse. Under anden verdenskrig var grænseovergangen lukket, og blev først genåbnet helt, da Danmark tiltrådte Schengen-traktaten den 25. marts 2001. Overgangen har været delvis åbent med dansk grænsekontrol under corona-krisen.
- Set fra siden på den danske side
- Grænsesten nr. 1 på den danske side
- Skilt der kundgør at broen blev restaureret i 2003
- Tidligere toldbygning på den tyske side

54°49′55″N 9°25′13″Ø / 54.831983°N 9.420314°Ø